# Scorzonera leptophylla
Scorzonera leptophylla là một loài thực vật có hoa trong họ Cúc. Loài này được (DC.) Grossh. miêu tả khoa học đầu tiên năm 1934.